# Dreieck Starnberg
Dreieck Starnberg is een knooppunt in de Duitse deelstaat Beieren
Op dit knooppunt sluit de A952 vanuit Starnberg aan op de A95 München-Garmisch-Partenkirchen.

## Geografie
Het knooppunt ligt tussen de Starnberger stadsdelen Wangen (ten westen) en Schorn (ten oosten) van het knooppunt.
Het knooppunt ligt ongeveer 6 km ten noordwesten van het centrum van Starnberg.

## Geschiedenis
In 1966 werden zowel het knooppunt, de A95 als de A952 opengesteld. De A95 opende tussen München en afrit Schäftlarn, de A952 tot aan Starnberg.
Sindsdien is het knooppunt niet meer significant aangepast

## Configuratie
knooppunt
Het is een trompetknooppunt.
Rijstrook
Nabij het knooppunt hebben beide snelwegen 2x2 rijstroken.
Alle verbindingswegen hebben één rijstrook.

## Verkeersintensiteiten
Dagelijks passeren ongeveer 80.000 voertuigen het knooppunt.
| Van                           | Naar                 | Gemiddeld aantal voertuigen per dag | Percentage vrachtverkeer |
| ----------------------------- | -------------------- | ----------------------------------- | ------------------------ |
| AS München-Fürstenried (A 95) | AD Starnberg         | 59.000                              | 3,5 %                    |
| AD Starnberg                  | AS Schäftlarn (A 95) | 46.200                              | 3,7 %                    |
| AD Starnberg                  | AS Percha (A 952)    | 28.600                              | 2,7 %                    |

## Richtingen knooppunt
| Aansluitende wegen | Aansluitende wegen | Aansluitende wegen              | Aansluitende wegen | Aansluitende wegen |
| ------------------ | ------------------ | ------------------------------- | ------------------ | ------------------ |
|                    |                    |                                 |                    | richting München   |
|                    |                    |                                 |                    |                    |
|                    |                    |                                 |                    |                    |
|                    |                    |                                 |                    |                    |
| richting Starnberg |                    | richting Garmisch-Partenkirchen |                    |                    |